# Marguerite de Cilley
Marguerite de Cilley (en allemand : Margareta von Cilly ; en slovène : Margaréta Celjska ; en polonais : Małgorzata Cylejska), née en 1411 et morte le 22 juillet 1480, est une princesse issue de la maison de Cilley, fille du comte princier Herman III de Celje. Elle gouverne comme douairière la moitié du duché de Glogau et de Steinau en Silésie de 1460 à 1476.

## Famille
Marguerite est la fille unique de Herman III (mort en 1426), comte princier de Celje, et de son épouse Élisabeth (morte avant 1423), fille de Jean II d'Abensberg et veuve du comte Ulrich II de Schaunberg. Par le premier mariage de sa mère, Marguerite a deux demi-frères plus âgés, Georges Ier (mort vers 1404) et Jean Ier de Schaunberg (mort en 1453). Par son père, elle est la nièce de Barbe de Cilley, seconde épouse de l'empereur Sigismond de Luxembourg, roi de Hongrie et de Bohême. Son ancêtre Frédéric Ier (mort en 1359) avait hérité des domaines de Celje en Styrie ; il a reçu le titre héréditaire de comte du Saint-Empire (Reichsgraf) des mains de l'empereur Louis IV en 1341.
En 1456, son cousin Ulric de Cilley, régent de Hongrie, le dernier descendant mâle de la lignée, est assassiné par les partisans de son rival Ladislas Hunyadi.

## Unions et descendance

### Premier mariage
Le 15 mars 1430, Marguerite épouse en premières noces Herman Ier, comte de Montfort-Brégence, seigneur de Pfannberg en Styrie. Ils ont quatre enfants, trois fils :
- Herman II (né en 1431)
- Georges Ier (né en 1433)
- Jean III (né en 1434)

et une fille :
- Barbara (née en 1435).

Le comte Hermann Ier meurt le 24 juillet 1435.

### Seconde union
En décembre 1444 Marguerite épouse en secondes noces le duc Ladislas, issu de la lignée de Teschen de la dynastie des Piast silésiens, seigneur de la moitié du duché de Glogau et de Steinau. Ils n'ont pas d'enfant.

## Devenue veuve
Le duc Ladislas meurt le 14 février 1460. Par son testament il laisse toutes ses possessions en héritage à son frère cadet Przemysław II et à Marguerite comme douaire (oprawa wdowia). C'est toutefois Przemysław II qui assure le gouvernement effectif des domaines de son défunt frère. Marguerite dépossédée du gouvernement de ses domaines réside néanmoins à Głogów, même après que son beau-frère Przemysław II perde la souveraineté sur sa moitié de Glogau et Steinau en 1476, quand le roi Matthias Corvin annexe ces territoires à la couronne de Bohême. Reconnue bien que formellement dans la possession de son douaire, Marguerite doit faire face aux ambitions de Jean II le Fou, duc de Sagan, qui cherche à obtenir le contrôle direct sur sa moitie de Glogau et Steinau.
Le duc Casimir II, neveu de Ladislas et Przemysław II, proclame ses droits sur ce 1/2 de Glogau et Steinau comme dernier héritier masculin de totalité de la lignée de Teschen. Le conseil de la cité de Głogów fait appel à lui comme régent de  Marguerite ; toutefois, il est défait par les armées de Jean II peu après. Finalement, Casimir II renonce à ses prétentions sur l'héritage de Ladislas en échange d'une compensation financière versée par le roi Matthias Corvin en 1479. Désormais, Marguerite est contrainte de défendre la cité seule contre Jean II. Elle poursuit la résistance à Głogów jusqu'au 1er mai 1480, quand après un siège de sept semaines, Jean II s'empare enfin de la cité et du duché de Glogau qui est finalement réunifié après plus de 150 années de division.
Marguerite, dernier membre de la maison de Cilley, meurt deux mois plus tard. En 1488, les forces de Matthias Corvin éjectaient Jean II le Fou de Głogów.